# Бенитес, Кристиан
Кри́стиан Рохе́лио Бени́тес Бетанку́р (исп. Christian Rogelio Benítez Betancourt; 1 мая 1986, Кито — 29 июля 2013, Доха), более известный как Чу́чо (исп. Chucho) — эквадорский футболист, нападающий.
Один из лучших эквадорских футболистов 2000—2010-х годов, оставивший заметный след в истории клубов «Эль Насьональ», мексиканских «Сантоса Лагуны» и «Америки». Не без успеха, хотя и не столь успешно, как в Латинской Америке, выступал в английской Премьер-лиге за «Бирмингем Сити».
В составе сборной Эквадора принял участие в чемпионате мира 2006 года, также играл на двух Кубках Америки. Скоропостижно скончался в возрасте 27 лет в Катаре. К этому моменту с 24 мячами Чучо занимал третье место в списке игроков, забивших наибольшее количество голов за всю историю сборной Эквадора.

## Биография
Кристиан родился 1 мая 1986 года в эквадорской столице Кито в семье бывшего игрока сборной Эквадора Эрмена Бенитеса. В возрасте 11 лет стал заниматься в молодёжной академии «Эль Насьоналя», в основном составе которого дебютировал в 2004 году. С «Армейцами» Бенитес дважды выигрывал первенство Эквадора — Клаусуру 2005 года и чемпионат 2006 года, по итогам которого Чучо был признан лучшим футболистом страны. Успехи в клубе были отмечены тренерами сборной Эквадора, и уже в 2005 году он дебютировал за национальную команду. Особенно своей скоростью, изобретательностью и владением мячом Чучо впечатлил тренера сборной колумбийца Луиса Фернандо Суареса, и тот включил Бенитеса в заявку на чемпионат мира 2006 года. На Мундиале Чучо сыграл лишь в одном матче, выйдя на замену в игре против сборной Германии. Вместе с «Трёхцветными» Бенитес сумел добиться наивысшего успеха в истории участия Эквадора на чемпионатах мира, выйдя в 1/8 финала турнира. 6 сентября того же года Бенитес отметился первым забитым голом за Эквадор — в ворота Перу.
Между тем, на клубном уровне карьера Чучо шла в гору — он переехал в более сильный чемпионат Мексики и в составе «Сантоса Лагуны» стал чемпионом этой страны. За 3 года в этой команде Чучо в 95 матчах Примеры забил 51 гол, а также был признан лучшим игроком Клаусуры 2008. В 2007 году Кристиан Бенитес был признан лучшим футболистом Эквадора, выступающим за пределами страны, опередив, в частности, успешно выступавшего Эдисона Мендеса из ПСВ. К Чучо проявляла интерес «Бенфика», но он принял решение остаться в Мексике.

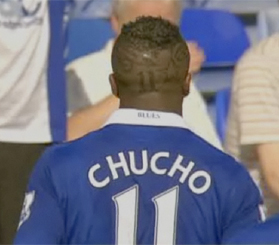
Чучо в игре против «Сток Сити» с одной из своих знаменитых необычных причёсок.

В сезоне 2009/2010 Бенитес на правах аренды выступал в английской Премьер-лиге за «Бирмингем Сити». Долгое время подробности сделки не раскрывались, но в конце концов англичане признали, что взяли Бенитеса в аренду. Эквадорец дебютировал за бирмингемцев против «Манчестер Юнайтед» и был близок к тому, чтобы забить гол. В целом, за сезон Чучо провёл за «Синих» 30 матчей, во многих из них он был одним из лучших игроков, но часто не реализовывал свои моменты, забив 4 гола. Бирмингемцы приняли решение не выкупать права на игрока.
С 2011 по 2013 год Бенитес выступал за мексиканскую «Америку». В её составе он ещё трижды становился лучшим бомбардиром чемпионата, в Апертуре 2012 был признан лучшим игроком. После завоевания своего второго титула чемпиона Мексики в Клаусуре 2013 Бенитес уехал в Катар, где сыграл лишь один матч за команду «Аль-Джаиш» в рамках Кубка шейха Яссима, одного из кубковых турниров страны. За 3 недели, проведённых в команде, Чучо ни разу не жаловался на здоровье.

## Личная жизнь
Отец Бенитеса — эквадорский футболист Эрмен Бенитес, участник Кубка Америки 1989 года в составе сборной Эквадора.
В 2007 году Кристиан женился на Лизет, дочке приятеля игрока Клебера Чалы; в августе 2009 года она родила ему двух близнецов.
Бенитес выделялся на поле не только своей, как правило, яркой игрой, но и внешностью — он часто менял причёски, некоторые из которых были настоящими произведениями искусства его парикмахеров — от геометрически-выверенных «платформ» на макушке до весёлого «африканского» стиля с зелёными шнурками в волосах.

## Смерть и память
Чучо Бенитес скончался 29 июля 2013 года в Дохе. Согласно заявлению Эквадорской федерации футбола, Бенитес был госпитализирован в связи с сильной болью в животе. Спустя несколько часов у него произошла остановка сердца.
КОНМЕБОЛ приняла решение начать все ближайшие матчи Южноамериканского кубка с минуты молчания в память о Бенитесе. С соболезнованиями в адрес семьи Чучо выступили ведущие спортсмены и политики Эквадора, Мексики, Катара и других стран, в том числе президент Мексики Энрике Пенья и президент Эквадора Рафаэль Корреа. Эквадорская федерация футбола навечно изъяла из обращения национальной сборной номер 11, под которым выступал Бенитес. Тем не менее, в связи с регламентом ФИФА, номер 11 пришлось вернуть в состав сборной на чемпионат мира 2014. На Чемпионате мира по футболу в 2022 году игроки сборной Эквадора отпраздновали гол, встав на колени в память о Бенитесе.

## Статистика

### Голы за сборную
| №   | Дата            | Место проведения        | Соперник   | Счёт | Результат | Соревнование                            |
| --- | --------------- | ----------------------- | ---------- | ---- | --------- | --------------------------------------- |
| 1.  | 6 сентября 2006 | Ист-Ратерфорд, США      | Перу       | 1:0  | 1:1       | Товарищеский матч                       |
| 2.  | 23 мая 2007     | Ист-Ратерфорд, США      | Ирландия   | 1:0  | 1:1       | Товарищеский матч                       |
| 3.  | 6 июня 2007     | Барселона, Испания      | Перу       | 1:0  | 2:0       | Товарищеский матч                       |
| 4.  | 26 июня 2007    | Пуэрто-Ордас, Венесуэла | Чили       | 1:2  | 2:3       | Кубок Америки 2007                      |
| 5.  | 8 сентября 2007 | Кито, Эквадор           | Сальвадор  | 2:0  | 5:1       | Товарищеский матч                       |
| 6.  | 8 сентября 2007 | Кито, Эквадор           | Сальвадор  | 4:1  | 5:1       | Товарищеский матч                       |
| 7.  | 20 августа 2008 | Ист-Ратерфорд, США      | Колумбия   | 1:0  | 1:0       | Товарищеский матч                       |
| 8.  | 6 сентября 2008 | Кито, Эквадор           | Боливия    | 3:1  | 3:1       | Чемпионат мира 2010 (отборочный турнир) |
| 9.  | 12 октября 2008 | Кито, Эквадор           | Чили       | 1:0  | 1:0       | Чемпионат мира 2010 (отборочный турнир) |
| 10. | 9 сентября 2009 | Ла-Пас, Боливия         | Боливия    | 1:3  | 1:3       | Чемпионат мира 2010 (отборочный турнир) |
| 11. | 4 сентября 2010 | Сапопан, Мексика        | Мексика    | 0:1  | 1:2       | Товарищеский матч                       |
| 12. | 12 октября 2010 | Монреаль, Канада        | Польша     | 0:1  | 2:2       | Товарищеский матч                       |
| 13. | 12 октября 2010 | Монреаль, Канада        | Польша     | 2:2  | 2:2       | Товарищеский матч                       |
| 14. | 18 ноября 2010  | Кито, Эквадор           | Венесуэла  | 1:0  | 4:1       | Товарищеский матч                       |
| 15. | 18 ноября 2010  | Кито, Эквадор           | Венесуэла  | 2:0  | 4:1       | Товарищеский матч                       |
| 16. | 1 июня 2011     | Торонто, Канада         | Канада     | 1:1  | 2:2       | Товарищеский матч                       |
| 17. | 2 сентября 2011 | Кито, Эквадор           | Ямайка     | 3:0  | 5:2       | Товарищеский матч                       |
| 18. | 2 сентября 2011 | Кито, Эквадор           | Ямайка     | 4:0  | 5:2       | Товарищеский матч                       |
| 19. | 5 сентября 2011 | Кито, Эквадор           | Коста-Рика | 4:0  | 4:0       | Товарищеский матч                       |
| 20. | 7 октября 2011  | Кито, Эквадор           | Венесуэла  | 2:0  | 2:0       | Чемпионат мира 2014 (отборочный турнир) |
| 21. | 15 ноября 2011  | Кито, Эквадор           | Перу       | 2:0  | 2:0       | Чемпионат мира 2014 (отборочный турнир) |
| 22. | 10 июня 2012    | Кито, Эквадор           | Колумбия   | 1:0  | 1:0       | Чемпионат мира 2014 (отборочный турнир) |
| 23. | 21 марта 2013   | Кито, Эквадор           | Сальвадор  | 2:0  | 5:0       | Товарищеский матч                       |
| 24. | 26 марта 2013   | Кито, Эквадор           | Парагвай   | 3:1  | 4:1       | Чемпионат мира 2014 (отборочный турнир) |

## Достижения
- Серия А Эквадора (2): Кл. 2005, 2006
- Чемпион Мексики (2): Кл. 2008, Кл. 2013
- Лучший игрок чемпионата Эквадора: 2006
- Лучший игрок чемпионата Мексики (2): Кл. 2008, Ап. 2012
- Лучший бомбардир чемпионата Мексики (4): Ап. 2010, Кл. 2012, Ап. 2012, Кл. 2013